# Костянець (Дубенський район)
Костяне́ць — село в Україні, у Мирогощанській сільській громаді Дубенського району Рівненської області. Населення становить 399 осіб.

## Географія
Село розташоване за 38 км від обласного центру та 14 км від районного центру, на лівому березі річки Козинки.

## Історія
У 1906 році село Варковицької волості Дубенського повіту Волинської губернії, за 14 верстВідстань від повітового міста та 5 верст від волості. Налічувалось 36 подвір'їв та 324 мешканців.
7 (20) листопада 1917 року, відповідно до Третього Універсалу Української Центральної Ради, увійшло до складу Української Народної Республіки.
6 травня 2016 року, в ході децентралізації, село увійшло до складу Мирогощанської сільської громади.
12 червня 2020 року, відповідно до розпорядження Кабінету Міністрів України № 722-р від «Про визначення адміністративних центрів та затвердження територій територіальних громад Рівненської області», увійшло до складу Мирогощанської сільської громади.
19 липня 2020 року, в результаті адміністративно-територіальної реформи та ліквідації  Дубенського (1939—2020) району, село увійшло до складу новоутвореного Дубенського району.

## Населення

### Мова
Розподіл населення за рідною мовою за даними перепису 2001 року:
| Мова       | Кількість | Відсоток |
| ---------- | --------- | -------- |
| українська | 398       | 99.75%   |
| російська  | 1         | 0.25%    |
| Усього     | 399       | 100%     |